# Strategus temoltzin
Strategus temoltzin är en skalbaggsart som beskrevs av Moron och Nogueira 2008. Strategus temoltzin ingår i släktet Strategus och familjen Dynastidae. Inga underarter finns listade i Catalogue of Life.